# Autheuil (Eure-et-Loir)
Autheuil è un ex comune francese di 241 abitanti situato nel dipartimento dell'Eure-et-Loir nella regione del Centro-Valle della Loira. Dal 1º  gennaio 2017 Autheuil è stato incorporato dal comune di nuova costituzione Cloyes-les-Trois-Rivières insieme ai comuni di Charray, Cloyes-sur-le-Loir, Douy, La Ferté-Villeneuil, Le Mée, Montigny-le-Gannelon, Romilly-sur-Aigre e Saint-Hilaire-sur-Yerre.

## Società

### Evoluzione demografica
Abitanti censiti